# War Eternal
War Eternal deveti je studijski album švedskog melodičnog death metal sastava Arch Enemy, objavljen 9. lipnja 2014. godine, a objavila ga je diskografska kuća Century Media. Prvi je album sastava koji nakon skoro 13 godina ima drugačiju postavu; Alissa White-Gluz preuzela je mjesto pjevačice umjesto dugogodišnje vokalistice Angele Gossow, koja je odustala od tog položaja kako bi postala menadžerica sastava. Nešto kasnije, gitarist Nick Cordle zamijenio je Christophera Amotta 2012. godine. Cordle je napustio sastav dan prije početka europske turneje, no na vrijeme ga je stigao zamijeniti Jeff Loomis.

## Pozadina
Dana 3. ožujka 2014., objavljeno je da će naslov albuma biti War Eternal te da će biti objavljen 9. lipnja iste godine.
Dva tjedna kasnije, Gossow je objavila da napušta sastav te da će ju zamijeniti bivša pjevačica kanadskog melodičnog death metal sastava The Agonist, Alissa White-Gluz. U izjavi, napisala je kako je uživala u vremenu s grupom, ali da misli kako je vrijeme da nastavi dalje, posveti se obitelji i drugim interesima. Gossow je potvrdila da će ostati menadžer sastava i da "predaje baklju vrlo talentiranoj Alissi White-Gluz, koju već dulje vrijeme zna i kao prijateljicu i kao odličnu pjevačicu. Uvijek sam mislila da zaslužuje priliku da zasja i sad će je dobiti. Baš kao što sam ju ja dobila 2001. godine."

## Ilustracija
Ilustraciju za omot albuma napravio je Costin Chioreanu.

## Promocija
Prvi singl i glazbeni video za "War Eternal" objavljen je 20. ožujka 2014. godine. Datuma 27. svibnja, objavljen je novi singl "You Will Know My Name". Zadnji, "No More Regrets", objavljen je u istom tjednu kad i album.
Četvrti video, ovaj put za pjesmu "Stolen Life", objavljen je tek 5. svibnja 2015. godine te u njemu gitaru svira Jeff Loomis. Pjesma je gotovo identična onoj s albuma, ali sadrži dvije dodatne solo dionice.

## Popis pjesama
| 1.    | »Tempore nihil sanat (Prelude in F Minor)« (Prelude) | instrumental      | Michael Amott             | 1:12 |
| 2.    | »Never Forgive, Never Forget«                        | Amott             | Amott, Nick Cordle        | 3:44 |
| 3.    | »War Eternal«                                        | Amott             | Amott, Cordle             | 4:16 |
| 4.    | »As the Pages Burn«                                  | Alissa White-Gluz | Amott                     | 4:01 |
| 5.    | »No More Regrets«                                    | White-Gluz        | Amott, Cordle             | 4:06 |
| 6.    | »You Will Know My Name«                              | Amott             | Amott, Cordle             | 4:37 |
| 7.    | »Graveyard of Dreams« (Interlude)                    | instrumental      | Daniel Erlandsson, Amott  | 1:10 |
| 8.    | »Stolen Life«                                        | Amott             | Amott                     | 3:00 |
| 9.    | »Time Is Black«                                      | White-Gluz        | Amott, Erlandsson         | 5:24 |
| 10.   | »On and On«                                          | White-Gluz        | Amott, Cordle             | 4:04 |
| 11.   | »Avalanche«                                          | White-Gluz        | Amott, Cordle, Erlandsson | 4:39 |
| 12.   | »Down to Nothing«                                    | Amott             | Amott, Cordle             | 3:48 |
| 13.   | »Not Long for This World« (Occlude)                  | instrumental      | Amott                     | 3:29 |
| 47:30 |                                                      |                   |                           |      |

| Bonus pjesma s digipak, mediabook i 3xCD artbook deluxe inačice | Bonus pjesma s digipak, mediabook i 3xCD artbook deluxe inačice | Bonus pjesma s digipak, mediabook i 3xCD artbook deluxe inačice | Bonus pjesma s digipak, mediabook i 3xCD artbook deluxe inačice | Bonus pjesma s digipak, mediabook i 3xCD artbook deluxe inačice | Bonus pjesma s digipak, mediabook i 3xCD artbook deluxe inačice | Bonus pjesma s digipak, mediabook i 3xCD artbook deluxe inačice | Bonus pjesma s digipak, mediabook i 3xCD artbook deluxe inačice | Bonus pjesma s digipak, mediabook i 3xCD artbook deluxe inačice | Bonus pjesma s digipak, mediabook i 3xCD artbook deluxe inačice |
| Br.                                                             | Skladba                                                         | Tekstopisac                                                     | Trajanje                                                        |                                                                 |                                                                 |                                                                 |                                                                 |                                                                 |                                                                 |
| --------------------------------------------------------------- | --------------------------------------------------------------- | --------------------------------------------------------------- | --------------------------------------------------------------- | --------------------------------------------------------------- | --------------------------------------------------------------- | --------------------------------------------------------------- | --------------------------------------------------------------- | --------------------------------------------------------------- | --------------------------------------------------------------- |
| 14.                                                             | »Shadow on the Wall« (obrada Mikea Oldfielda)                   | Mike Oldfield                                                   | 3:03                                                            |                                                                 |                                                                 |                                                                 |                                                                 |                                                                 |                                                                 |
| 53:35                                                           |                                                                 |                                                                 |                                                                 |                                                                 |                                                                 |                                                                 |                                                                 |                                                                 |                                                                 |

| Bonus pjesma s japanske inačice | Bonus pjesma s japanske inačice           | Bonus pjesma s japanske inačice         | Bonus pjesma s japanske inačice | Bonus pjesma s japanske inačice | Bonus pjesma s japanske inačice | Bonus pjesma s japanske inačice | Bonus pjesma s japanske inačice | Bonus pjesma s japanske inačice | Bonus pjesma s japanske inačice |
| Br.                             | Skladba                                   | Tekstopisac                             | Trajanje                        |                                 |                                 |                                 |                                 |                                 |                                 |
| ------------------------------- | ----------------------------------------- | --------------------------------------- | ------------------------------- | ------------------------------- | ------------------------------- | ------------------------------- | ------------------------------- | ------------------------------- | ------------------------------- |
| 14.                             | »Breaking the Law« (obrada Judas Priesta) | Glenn Tipton, Rob Halford, K.K. Downing | 2:20                            |                                 |                                 |                                 |                                 |                                 |                                 |
| 52:52                           |                                           |                                         |                                 |                                 |                                 |                                 |                                 |                                 |                                 |

| Bonus CD "Seeds of War" sa 3xCD artbook deluxe inačice | Bonus CD "Seeds of War" sa 3xCD artbook deluxe inačice | Bonus CD "Seeds of War" sa 3xCD artbook deluxe inačice | Bonus CD "Seeds of War" sa 3xCD artbook deluxe inačice | Bonus CD "Seeds of War" sa 3xCD artbook deluxe inačice | Bonus CD "Seeds of War" sa 3xCD artbook deluxe inačice | Bonus CD "Seeds of War" sa 3xCD artbook deluxe inačice | Bonus CD "Seeds of War" sa 3xCD artbook deluxe inačice | Bonus CD "Seeds of War" sa 3xCD artbook deluxe inačice | Bonus CD "Seeds of War" sa 3xCD artbook deluxe inačice |
| Br.                                                    | Skladba                                                | Trajanje                                               |                                                        |                                                        |                                                        |                                                        |                                                        |                                                        |                                                        |
| ------------------------------------------------------ | ------------------------------------------------------ | ------------------------------------------------------ | ------------------------------------------------------ | ------------------------------------------------------ | ------------------------------------------------------ | ------------------------------------------------------ | ------------------------------------------------------ | ------------------------------------------------------ | ------------------------------------------------------ |
| 1.                                                     | »Never Forgive, Never Forget« (demo 2013.)             | 3:44                                                   |                                                        |                                                        |                                                        |                                                        |                                                        |                                                        |                                                        |
| 2.                                                     | »No More Regrets« (demo 2013.)                         | 4:00                                                   |                                                        |                                                        |                                                        |                                                        |                                                        |                                                        |                                                        |
| 3.                                                     | »You Will Know My Name« (demo 2013.)                   | 4:15                                                   |                                                        |                                                        |                                                        |                                                        |                                                        |                                                        |                                                        |
| 4.                                                     | »On and On« (demo 2013.)                               | 4:02                                                   |                                                        |                                                        |                                                        |                                                        |                                                        |                                                        |                                                        |
| 5.                                                     | »As the Pages Burn« (demo 2013.)                       | 3:50                                                   |                                                        |                                                        |                                                        |                                                        |                                                        |                                                        |                                                        |
| 19:51                                                  |                                                        |                                                        |                                                        |                                                        |                                                        |                                                        |                                                        |                                                        |                                                        |

| Bonus CD s instrumentalnim skladbama i tablaturama sa 3xCD artbook deluxe inačice | Bonus CD s instrumentalnim skladbama i tablaturama sa 3xCD artbook deluxe inačice | Bonus CD s instrumentalnim skladbama i tablaturama sa 3xCD artbook deluxe inačice | Bonus CD s instrumentalnim skladbama i tablaturama sa 3xCD artbook deluxe inačice | Bonus CD s instrumentalnim skladbama i tablaturama sa 3xCD artbook deluxe inačice | Bonus CD s instrumentalnim skladbama i tablaturama sa 3xCD artbook deluxe inačice | Bonus CD s instrumentalnim skladbama i tablaturama sa 3xCD artbook deluxe inačice | Bonus CD s instrumentalnim skladbama i tablaturama sa 3xCD artbook deluxe inačice | Bonus CD s instrumentalnim skladbama i tablaturama sa 3xCD artbook deluxe inačice | Bonus CD s instrumentalnim skladbama i tablaturama sa 3xCD artbook deluxe inačice |
| Br.                                                                               | Skladba                                                                           | Trajanje                                                                          |                                                                                   |                                                                                   |                                                                                   |                                                                                   |                                                                                   |                                                                                   |                                                                                   |
| --------------------------------------------------------------------------------- | --------------------------------------------------------------------------------- | --------------------------------------------------------------------------------- | --------------------------------------------------------------------------------- | --------------------------------------------------------------------------------- | --------------------------------------------------------------------------------- | --------------------------------------------------------------------------------- | --------------------------------------------------------------------------------- | --------------------------------------------------------------------------------- | --------------------------------------------------------------------------------- |
| 1.                                                                                | »Never Forgive, Never Forget« (instrumental)                                      | 3:47                                                                              |                                                                                   |                                                                                   |                                                                                   |                                                                                   |                                                                                   |                                                                                   |                                                                                   |
| 2.                                                                                | »War Eternal« (instrumental)                                                      | 4:18                                                                              |                                                                                   |                                                                                   |                                                                                   |                                                                                   |                                                                                   |                                                                                   |                                                                                   |
| 3.                                                                                | »As the Pages Burn« (instrumental)                                                | 4:02                                                                              |                                                                                   |                                                                                   |                                                                                   |                                                                                   |                                                                                   |                                                                                   |                                                                                   |
| 4.                                                                                | »No More Regrets« (instrumental)                                                  | 4:07                                                                              |                                                                                   |                                                                                   |                                                                                   |                                                                                   |                                                                                   |                                                                                   |                                                                                   |
| 5.                                                                                | »You Will Know My Name« (instrumental)                                            | 4:39                                                                              |                                                                                   |                                                                                   |                                                                                   |                                                                                   |                                                                                   |                                                                                   |                                                                                   |
| 6.                                                                                | »Stolen Life« (instrumental)                                                      | 3:00                                                                              |                                                                                   |                                                                                   |                                                                                   |                                                                                   |                                                                                   |                                                                                   |                                                                                   |
| 7.                                                                                | »Time Is Black« (instrumental)                                                    | 5:26                                                                              |                                                                                   |                                                                                   |                                                                                   |                                                                                   |                                                                                   |                                                                                   |                                                                                   |
| 8.                                                                                | »On and On« (instrumental)                                                        | 4:07                                                                              |                                                                                   |                                                                                   |                                                                                   |                                                                                   |                                                                                   |                                                                                   |                                                                                   |
| 9.                                                                                | »Avalanche« (instrumental)                                                        | 4:40                                                                              |                                                                                   |                                                                                   |                                                                                   |                                                                                   |                                                                                   |                                                                                   |                                                                                   |
| 10.                                                                               | »Down to Nothing« (instrumental)                                                  | 3:51                                                                              |                                                                                   |                                                                                   |                                                                                   |                                                                                   |                                                                                   |                                                                                   |                                                                                   |
| 41:57                                                                             |                                                                                   |                                                                                   |                                                                                   |                                                                                   |                                                                                   |                                                                                   |                                                                                   |                                                                                   |                                                                                   |

## Zasluge
| Arch Enemy - Alissa White-Gluz — vokali - Michael Amott — gitara i ritam gitara - Nick Cordle — gitara i ritam gitara; klavijature, inženjer zvuka - Sharlee D'Angelo — bas-gitara - Daniel Erlandsson — bubnjevi, klavijature, inženjer zvuka | Dodatni glazbenici - Per Wiberg — mellotron - Henrik Janson — orkestar - Ulf Janson — klavijature - Stockholm Session Strings — gudačka glazbala | Ostalo osoblje - Michael Amott — produkcija - Jens Bogren — miksanje, mastering - Staffan Karlsson — inženjer zvuka - Johan Örnborg — inženjer zvuka - Linn Fijal — inženjer zvuka - Costin Chioreanu — ilustracije - Patric Ullaeus — fotografije |